# East St. Paul
East St. Paul es un municipio rural canadiense situado en la provincia de Manitoba.

## Superficie
East St. Paul tiene una superficie de 41,79 km².

## Demografía
En 2021, tenía 9725 habitantes, una densidad poblacional de 232,7 hab./km², y 3504 viviendas.